# Garfield Heights (Ohio)
Garfield Heights es una ciudad ubicada en el condado de Cuyahoga en el estado estadounidense de Ohio. En el Censo de 2010 tenía una población de 28849 habitantes y una densidad poblacional de 1.527,73 personas por km².

## Geografía
Garfield Heights se encuentra ubicada en las coordenadas 41°25′11″N 81°36′14″O / 41.41972, -81.60389. Según la Oficina del Censo de los Estados Unidos, Garfield Heights tiene una superficie total de 18.88 km², de la cual 18.73 km² corresponden a tierra firme y (0.84%) 0.16 km² es agua.

## Demografía
Según el censo de 2010, había 28849 personas residiendo en Garfield Heights. La densidad de población era de 1.527,73 hab./km². De los 28849 habitantes, Garfield Heights estaba compuesto por el 60.18% blancos, el 35.66% eran afroamericanos, el 0.16% eran amerindios, el 1.34% eran asiáticos, el 0.02% eran isleños del Pacífico, el 0.55% eran de otras razas y el 2.08% pertenecían a dos o más razas. Del total de la población el 2.27% eran hispanos o latinos de cualquier raza.